# Къща музей „Иван Вазов“ (Сопот)
Вижте пояснителната страница за други значения на Къща музей „Иван Вазов“.
Къща музей „Иван Вазов“ в Сопот е родната къща на българския писател и поет Иван Вазов.
На 6 юни 1935 г. къщата е открита тържествено като музей. През 1964 година е обявена за паметник на културата от национално значение. Наред с къщите в Берковица и в София тя е сред 3-те къщи музеи, с които е най-силно свързан животът на Вазов.

## Разположение
Къща музей „Иван Вазов“ се намира в центъра на град Сопот, Община Сопот, област Пловдив. Намира се на площад „Иван Вазов“ на ъгъла на бул. „Иван Вазов“ и ул. „Васил Левски“, в съседство с едноименното читалище.

## История
Къщата е построена през XVІІІ в. от прадядото на Вазов. През юли 1877 г., в разгара на Руско-турската освободителна война, тя е опожарена. Идеята за възстановяването ѝ възниква през 1920 година в чест на 70-годишнината от рождението и 50-годишната литературна дейност на поета. На 24 октомври същата година е учреден „Комитет за постройка паметник и къща музей на народния поет Иван Вазов в гр. Сопот“ и започва събирането на средства. За възстановката на сградата Вазов прави скица по спомен, а архитектурният проект е дело на архитект Александър Рашенов по сведения на брата на писателя, генерал Георги Вазов, и сестра му Въла Фетваджиева. Строежът на къщата започва през 1931 и завършва през 1935 година (13 години след смъртта на Вазов).
Братята и сестрата на Иван Вазов помагат и за възстановяването на интериора на къщата, ръководено от директора на Етнографския музей в София Ст. Л. Костов. Идеи за възрожденския стил на интериора са почерпени и от творчеството на писателя, по-специално романът му „Под игото“. По идея на Ст. Л. Костов, една от стаите на къщата представя възстановка на Бръснарницата на Хаджи Ахил с героите от разказа „Хаджи Ахил“ и повестта „Чичовци“: Хаджи Ахил, Хаджи Бошнак, Иванчо Йотата, Хаджи Смион, Хаджи Караяс. Музеят е съхранил ценни реликви, свързани с Иван Вазов и семейството му.
Тържественото откриване на къщата музей се състои на 6 юни 1935 година в присъствието на цар Борис III, който държи реч и прерязва лентата. Панихида и водосвет отслужва пловдивският митрополит Максим, а литературоведът, фолклорист и етнограф професор Михаил Арнаудов произнася слово.
През 1964 г. къщата музей „Иван Вазов“ в Сопот е обявена за паметник на културата от национално значение с обявление в „Държавен вестник“, бр. 85/1964 г.